# 卡布萊什科沃

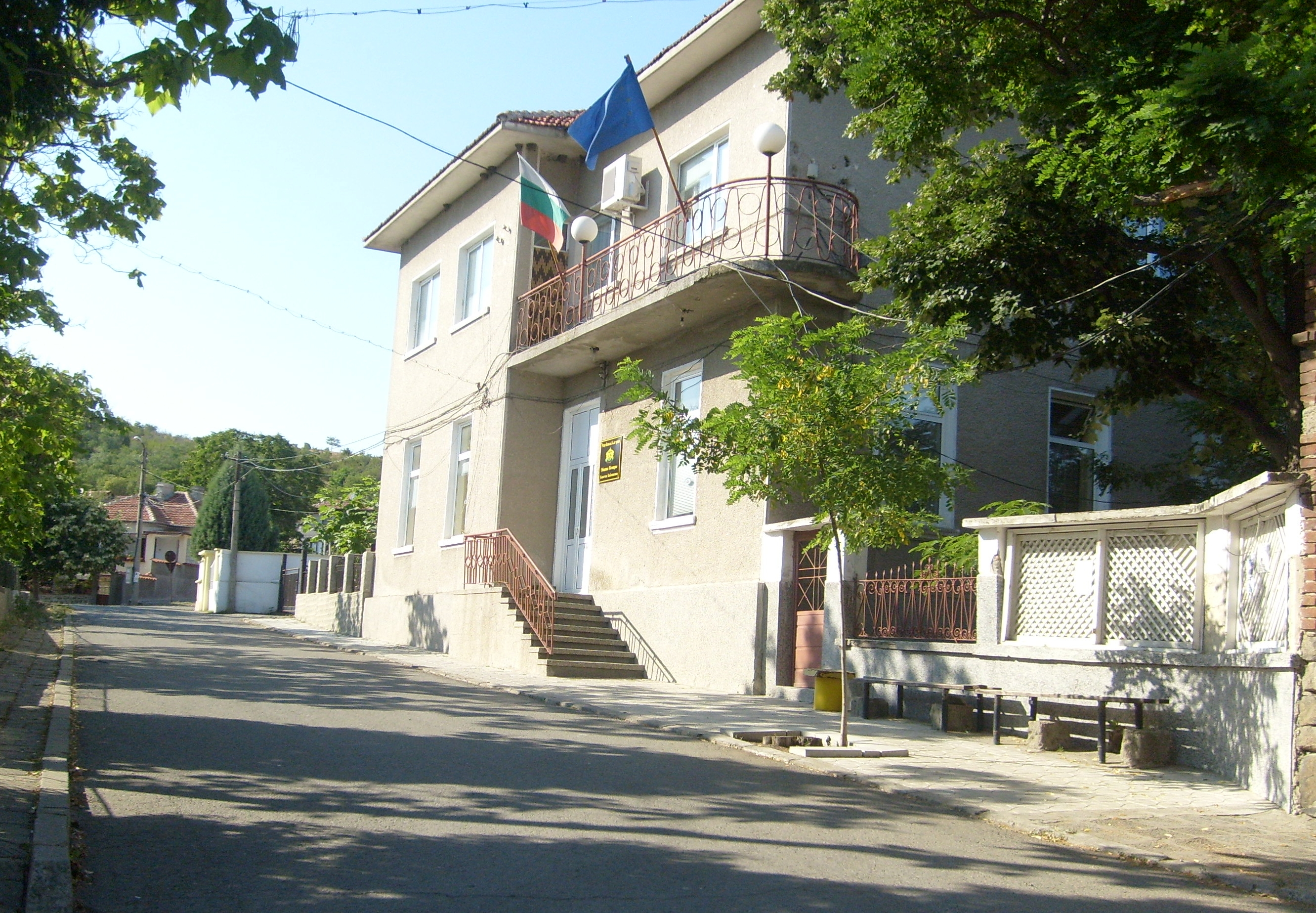

卡布萊什科沃是保加利亞的城鎮，位於該國東部，距離首都索菲亞444公里，由布爾加斯州負責管轄，面積52.51平方公里，海拔高度136米，2010年人口2,820。

## 外部連結
- Image Gallery of Kableshkovo

42°39′00″N 27°34′00″E / 42.65000001°N 27.5666666767°E